# Norwegian Sky
El Norwegian Sky (anteriormente llamado Costa Olympia y Pride of Aloha) es un crucero de la clase Sun operado por Norwegian Cruise Line. Costa Cruceros lo ordenó construir originalmente como Costa Olympia al astillero Bremer Vulkan en Alemania pero decidió no comprar el barco sin terminar, y el Costa Olympia permaneció amarrado en Bremer Vulkan hasta diciembre de 1997, cuando Norwegian Cruise Line (NCL) lo compró. fue completado en 1999 por el astillero Lloyd Werft en Bremerhaven, Alemania para Norwegian Cruise Line bajo el nombre de Norwegian Sky. Entre 2004 y 2008 navegó como Pride of Aloha para NCL America.